# Révérien d'Autun
Pour les articles homonymes, voir Saint-Révérien (homonymie).
Révérien (dit en latin Révénérius), est un évêque d'Autun. Il était d'origine italienne, envoyé par le pape Félix Ier pour évangéliser les tribus éduennes de la Gaule. Martyrisé, il fut décapité avec son ami Paul et dix autres de leurs compagnons le 1er juin 273

## Biographie
Évêque italien, nommé par le pape Félix Ier, pour venir évangéliser les tribus éduennes. Cet apôtre du Morvan eut à connaître avec son ami Paul et leurs dix compagnons, les misères de la guerre entre les empereurs et les usurpateurs. Il fut persécuté et martyrisé avec ses compagnons, condamnés à avoir la tête tranchée, sous Aurélien. Son chef est conservé à Villy-le-Moutier, village au levant de la ville de Beaune, d'où jadis son chef était transporté jusqu'à l'église Saint-Nicolas de Beaune, dans les temps de grandes sécheresse et l'on venait en foule de la ville et des environs, prier le saint martyr pour qu'il intercède auprès de Dieu pour que tombe la pluie. Il était donné à la date du 22 août dans la martyrologe romain et le calendrier de l'église de Lyon et Martin d'Autun au 26 novembre avec saint Amateur dans le Sanctoral de novembre.
À l'emplacement de son martyre, fut établie une celle (en latin cella, maison monastique), puis un prieuré bénédictin, connu sous le nom de prieuré de Saint-Révérien, qui semble avoir été au départ dans les biens du diocèse d'Autun à celui de l'Abbaye Saint-Martin d'Autun par la volonté de Charles le Gros en 880. Il devint une dépendance de l'Abbaye de Cluny
Une autre tradition, entretenue à l'Abbaye Notre-Dame de Nevers le fait mourir avec ses compagnons près de la fontaine qui porte encore son nom et la rue qui y conduit et lorsque furent construites les tours de l'enceinte on donna à celle près de cette fontaine le nom du martyr. 
Ce saint est honoré dans le Forez, sous le patronyme de saint Rirand.

## Invocation
Intercession pour la pluie

## Iconographie
- Statue de saint Révérien, du XVe siècle, taillée dans la pierre, le saint porte sa tête dans ses mains. Église de Savigny-en-Revermont.

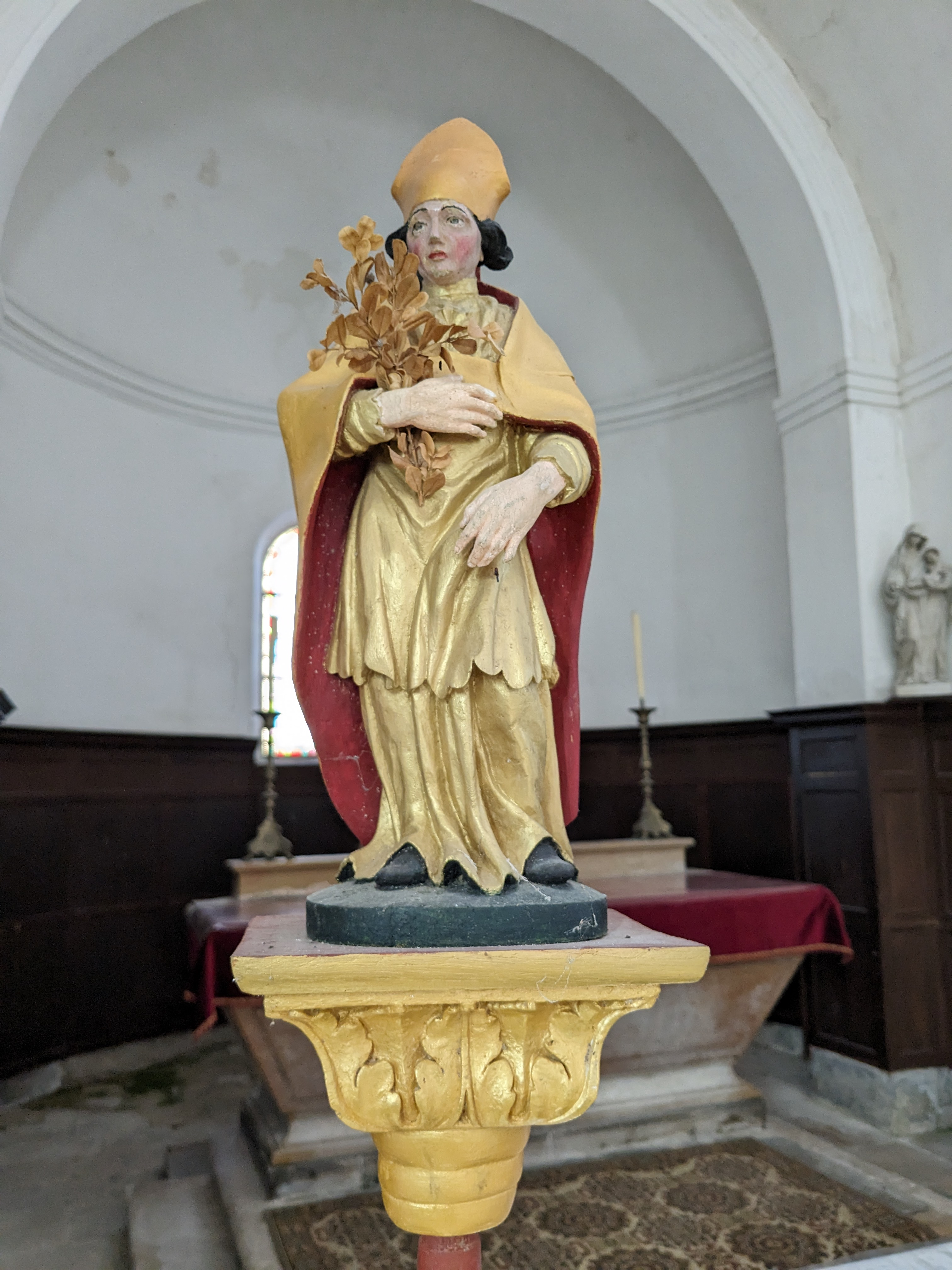
Bâton de procession : saint Révérien

- Lignerolles (21)